# District de Jizhou
Pour les articles homonymes, voir Jizhou (homonymie).
Le district de Jizhou (吉州区 ; pinyin : Jízhōu Qū) est une subdivision administrative de la province du Jiangxi en Chine. Il est placé sous la juridiction de la ville-préfecture de Ji'an.